# ميليسا والتون
ميليسا والتون (بالإنجليزية: Melissa Walton)‏ هي ممثلة بريطانية، ولدت في 27 يناير 1990 في كوفنتري في المملكة المتحدة.

## أعمال

### مسلسلات
- هوليوكس

## وصلات خارجية
- ميليسا والتون على موقع IMDb (الإنجليزية)
- ميليسا والتون على موقع IMDb (الإنجليزية)
- ميليسا والتون على موقع قاعدة بيانات الفيلم (الإنجليزية)